# Litoria olongburensis
Espèce
Statut de conservation UICN

 VU B1ab(ii,iii,iv)+2ab(ii,iii,iv) : Vulnérable
Litoria olongburensis est une espèce d'amphibiens de la famille des Pelodryadidae.

## Répartition
Cette espèce est endémique d'Australie. Elle se rencontre de l'île Fraser dans le Sud-Est du Queensland jusqu'à Woolgoolga en Nouvelle-Galles du Sud, y compris dans les îles Bribie, Moreton et les îles Stradbroke-Nord et Stradbroke-Sud.

## Description
Les femelles mesurent de 27 à 31 mm.

## Étymologie
Son nom d'espèce, composé de olongbur[a] et du suffixe latin -ensis, « qui vit dans, qui habite », lui a été donné en référence au lieu de sa découverte, le territoire des Olongbura.

## Publication originale
- Liem & Ingram, 1977 : Two new species of frogs (Anura: Myobatrachidae, Pelodryadidae) from Queensland and New South Wales. Victorian Naturalist, vol. 94, no 6, p. 255-262 (texte intégral).